# Focaccia

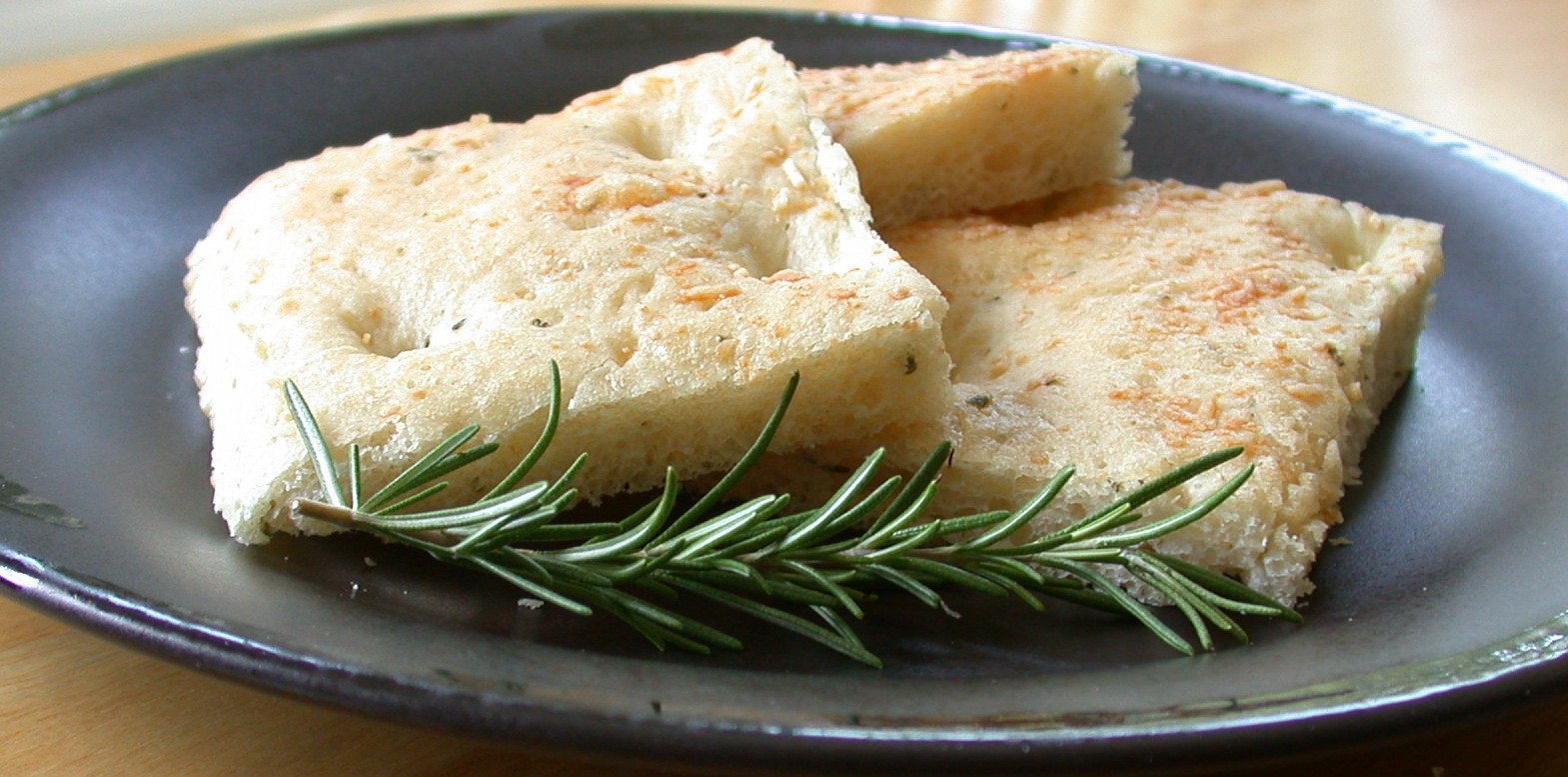
Focaccia

Focaccia är ett vetebaserat matbröd, som kryddas med salt och som ursprungligen kommer från Ligurien i Italien. Det kan även kryddas med rosmarin eller andra kryddor, och påminner om en klassisk pizzadeg. Somliga menar att ursprungsreceptet kom från etruskerna eller antikens greker.
Focacciadeg liknar en pizzadeg i sin struktur och består av mjöl med mycket gluten, matolja, vatten, salt och jäst. Det är mycket populärt i Italien, speciellt i Ligurien, och det smaksätts med olivolja, havssalt och örter. Övriga ingredienser kan vara ost, kött eller olika grönsaker. Focacciadegen bakas vanligen ut för hand och gräddas i stenugn. Bagarna prickar ofta brödet med kniv för att bubblor inte ska uppstå på brödets yta. Stora bubblor skapar luftfickor som gör att brödet inte kan användas till smörgåsar, som brödet ofta är ämnat för. I Ligurien äts den oftast på morgonen ihop med morgonkaffet. Focaccia kan även användas som bas för pizza eller som ett tillbehör till andra maträtter. I Ligurien förekommer även söt focaccia.